# Кордеро Ланца ди Монтедземоло, Андреа
Андре́а Корде́ро Ла́нца ди Монтедзе́моло (итал. Andrea Cordero Lanza di Montezemolo; 27 августа 1925 года, Турин, королевство Италия — 19 ноября 2017 года, Рим, Италия) — итальянский кардинал и ватиканский дипломат.

## Образование и священство
Андреа Кордеро Ланца ди Монтедземоло родился 27 августа 1925 года в Турине, в очень знатной аристократической семье. Начальное образование получил в Турине; получил степень бакалавра в Риме. В период Второй мировой войны завербован добровольцем в батальон Монтедземоло итал. Montezemolo Batallion), названный по имени его отца.
После войны, в 1949 году, окончил докторантуру по архитектуре. В течение нескольких лет работал по профессии и в то же самое время преподавал как доцент в университете. В тот период у него созрело призвание к духовной стезе, и он начал обучение как студент-мирянин в Папском григорианском университете; и позднее как семинарист в Колледже Капраники (Collegio Capranica).
Кордеро получил звание лиценциата философии и богословия; затем учился в Папской церковной академии, дипломатической школе Ватикана, в 1957—1959 годах; получил звание доктора канонического права в Папском латеранском университете.
Рукоположён в священники 13 марта 1954 года в Риме. Далее обучался в Риме. Вице-капеллан Римского Университета.

## На дипломатической службе Святого Престола
В 1960 году поступил на дипломатическую службу Святого Престола. Секретарь апостольской делегации в Мексике в 1960—1964 годах. Почётный Тайный камергер с 21 июня 1963 года. Секретарь в интернунциатуре в Японии в 1964—1966 годах. Секретарь в нунциатуре в Кении и в апостольской делегации в Восточной Африке в 1966—1968 годах.
Работал в Совете по общественным делам Церкви, аудитором нунциатуры второго и первого классов, в 1968—1972 годах. Заместитель секретаря Папской Комиссии справедливости и мира в 1972—1975 годах; позднее, про-секретарь в 1975—1976 годах; и наконец, секретарь этой Комиссии в 1976—1977 годах.

## Архиепископ и дипломат
5 апреля 1977 года избран титулярным архиепископом Англоны и назван апостольским про-нунцием в Папуа — Новой Гвинее и апостольским делегатом на Западных и Южных Соломоновых Островах. Посвящён, в субботу 4 июня 1977 года, в патриаршей Ватиканской базилике, кардиналом Жаном Вийо — Государственным секретарём Святого Престола, которому помогали Бернарден Гантен, бывший архиепископ Котону, про-председатель Папской Комиссии Справедливости и Мира, и Дурайсами Симон Лурдусами, бывший архиепископ Бангалора, секретарь Священной Конгрегации Евангелизации Народов.
Апостольский нунций в Никарагуа и Гондурасе с 25 ноября 1980 года по 1 апреля 1986 года; в период срока его пребывания, шла война между Сандинистским режимом и «мятежниками». Апостольский нунций в Уругвае с 1 апреля 1986 года по 28 апреля 1990 года. Апостольский делегат в Иерусалиме и Палестине с 28 апреля 1990 года по 7 марта 1998 года. Как глава делегации Святого Престола, работал в ватиканско-израильской двусторонней комиссии, Кордеро работал близко с израильскими и ватиканскими должностными лицами, и был полезным в помощи, нормализуя отношения между двумя государствами, которые в итоге завершились с подписанием исторических «фундаментальных соглашений» 1993 года.
Апостольский про-нунций на Кипре с 28 мая 1990 года по 7 марта 1998 года. 13 апреля 1991 года переведён в титулярную епархию Тусканы. Апостольский нунций в Израиле с 28 июня 1994 года по 7 марта 1998 года. Апостольский нунций в Италии и в Республике Сан-Марино с 7 марта 1998 года по 17 апреля 2001 года. Подал в отставку в 17 апреля 2001 года.
Назван рыцарем великого креста священнического Священного Военного Ордена Святого Стефана Папы и Мученика с 15 марта 1999 года. Архипресвитер папской базилики Сан-Паоло-фуори-ле-Мура с 31 мая 2005 по 3 июля 2009 года.
Кардинал-дьякон с титулярной диаконией Санта-Мария-ин-Портика-Кампителли с 24 марта 2006 по 20 июня 2016. Кардинал-священник с титулом церкви pro hac vice Санта-Мария-ин-Портика-Кампителли с 20 июня 2016.

## Кардинал и разработчик папского герба
В 2005 году разработал герб Папы римского Бенедикта XVI и вскоре после того был назван архипресвитером Базилики Святого Павла вне стен. Хотя Кордеро Ланца ди Монтедземоло — было больше восьмидесяти лет, и поэтому он не имеел права голосовать на Конклаве, тем не менее папа римский Бенедикт XVI объявил 22 февраля 2006 года, что Андреа Кордеро Ланца ди Монтедземоло будет возведён в кардиналы на консистории от 24 марта, становясь кардиналом-дьяконом с титулярной диаконией Санта-Мария-ин-Портика-Кампителли.
По данным ватиканских источников близок к ушедшему понтифику Бенедикту XVI.
3 июля 2009 года, не так давно после его 75-летия, папа римский Бенедикт XVI назначил архиепископа Монтеризи на пост архипресвитера папской базилики Сан-Паоло фуори Ле Мура как преемника кардинала Андреа Кордеро Ланца ди Монтедземоло, продвигая его по линии возведения его в Священную Коллегию Кардиналов так как это традиция для секретарей Конгрегации по делам Епископов, что и произошло в ноябре 2010 года когда Монтеризи был возведён в сан кардинала-дьякона.
Скончался 19 ноября 2017 года.

## Награды
- Кавалер Большого креста ордена «За заслуги перед Итальянской Республикой» (19 января 1999 года)[4]